# Сократова одбрана и смрт
„Сократова одбрана и смрт” је југословенски ТВ филм из 1971. године. Режирао га је Здравко Шотра а сценарио је написао Бранивој Ђорђевић по Платоновом делу.

## Улоге
| Глумац                   | Улога    |
| ------------------------ | -------- |
| Љуба Тадић               | Сократ   |
| Маријан Ловрић           | Мелет    |
| Михајло Костић Пљака     | Анит     |
| Младен Млађа Веселиновић | Судија   |
| Иво Јакшић               | Икон     |
| Боро Стјепановић         | Федон    |
| Љуба Богдановић          | Платон   |
| Танасије Узуновић        | Критон   |
| Слободан Ђурић           | Кебет    |
| Војислав Воја Брајовић   | Закон    |
| Милан Ајваз              | Тамничар |